# 尹会一
尹会一（1691年—1748年），字元孚，号健餘，直隶博野人，清朝政治人物，進士出身。
雍正二年（1724年）进士。分工部學習，授主事，遷員外郎。雍正五年（1727年）出知湖廣襄陽府。雍正九年（1731年）調江南揚州府知府。雍正十一年（1733年）升兩淮鹽運使。乾隆二年（1737年）署廣東巡撫，調署河南巡抚，开仓平籴，救恤赈灾。提倡理学，增订《洛学编》，命州县建立社学。官至吏部侍郎督江蘇学政。有《健餘先生文集》《抚豫条教》等著作。
有子尹嘉銓。

## 延伸阅读
[在维基数据编辑]
 《清史稿/卷308》，出自趙爾巽《清史稿》

## 外部連結
- 尹會一 （页面存档备份，存于） 中研院史語所